# Copi
Copi, pseudonym för Raul Damonte Botana, född 20 november 1939 i Buenos Aires, Argentina, död 14 december 1987 i Paris, Frankrike, var en argentinsk romanförfattare, tecknare och dramatiker som skrev sina verk på franska. Under sitt korta liv hann han skriva åtta romaner, tio seriealbum och tio pjäser. Han skrev allt utom tre opublicerade texter på franska, även om många verken snabbt efteråt gavs ut på modersmålet spanska. Hans verk är ofta absurda, bisarra och chockerande, men samtidigt fyllda av humor. Romanerna var bannlysta i Argentina fram till att den konstitutionella demokratin återinrättades 1984.
Copi tillbringade majoriteten av sitt liv i exil. Han dog i sviterna av Aids 14 december 1987.

## Biografi
Copis far var en radikal politiker och journalist och tvingades på grund av sin verksamhet fly med familjen till Montevideo i Uruguay, i samband med peronismen 1945. 1952 flydde familjen vidare till Paris, men återvände tre år senare till Buenos Aires. Där kom Copi att tillbringa de kommande sju åren, innan han åter lämnade landet. 1963 befann han sig på semester i Paris. Fadern beslutade då att säga upp underhållet till sin son, och Copi återvände inte till Argentina. Under resten av sitt liv återvände han bara två gånger. Den sista gången följde författaren Guy Hocquenghem med, och baserade romanen Eve om Aids från 1987 på Copis familjesituation.

## Yrkesverksamhet
Copis romaner spänner över många olika ämnen och genre. De har liknats vid bland annat Samuel Becketts och Anton Arnauds verk. Flera av romanernainnehåller självbiografiska drag (även om ingen av dem är en självbiografi). Han själv framträder i flera av romanerna (några gånger med sitt födelsenamn), och i en uppmärksammad passage i La Bal des folles från 1977 låter han sin utgivare, Christian Bourgois, brinna upp i en parisisk gaybastu. Copis romaner har nått viss kultstatus inom Paris gayvärld, men inte samma uppmärksamhet som hans dramatik. Hans verk sågs ofta som någon form av sub- eller motkultur. Hocquenghem konstaterar att Copis verk alltid är chockerande, skräckinjagande och obehagliga, men alltid lyckas vända ilska och skräck till glädje och förtjusning.
Den första tiden i Paris försörjde sig Copi genom att sälja sketcher, men fick snart i uppdrag att teckna åt Nouvel Observateur. Därefter kom han även att teckna i Charlie Hebdo, Hara Kiri och den italienska tidskriften Linus. Under sitt liv tecknade han för en rad olika tidningar, allt från Gai pied till Paris Match.
1966 ombads han att skriva en sketch utifrån en återkommande figur i sina teckningar (en sittande kvinna). Detta ledde till pjäsen Saint Geneviève dans sa baignoire (St. Geneviève i sitt bad), där Copi själv spelade huvudrollen med argentinaren Jorge Lavelli som regissör. Lavelli kom senare att regissera fem av Copis pjäser. Genom Lavelli introducerades också Copi till avantgardismen. På uppdrag av Lavelli skrev Copi pjäsen La Journée d'une rêveuse (En drömmares dag), som rönte stor succé och av kritiker jämfördes med August Strindberg. Detta förändrades dock snabbt, i och med att Copi istället inriktade sig på att skriva kontroversiella pjäser som ledde till stora skandaler (Copi kallade senare detta sin "drag queen-period"). Pjäsen Eva Perón, bland annat, gjorde att Copis broder tvingades gömma sig, och fick Copi att kallas "degenererad". I Paris bröt sig ett högerextremt gäng in under en föreställning och slängde röd färg på skådespelarna.
Pjäserna fick med tiden ett fokus på homosexualitet, sex och sexuell förändring. I Loretta Strong från 1973 framträdde Copi igen själv, men nu helt naken (om än grönmålad) på scenen förutom högklackade skor. Pjäsen sattes upp både i Frankrike och USA. Den sista pjäsen blev kanske Copis största framgång. Pjäsen, Une Visite opportune, är en fars om Aids som mottog Prix de la Critique Dramatique. Pjäsen färdigställdes samtidigt som Copi låg för döden på sjukhus. Den sattes upp första gången två månader efter att Copi dött, inför fullsatta teatrar.
Hocquenghem konstaterade att Copi vägrade att se något som tabu, och att man kan skratta åt allt – inklusive Aids. Han högaktade Tennessee Williams, och i likhet med denne är de flesta av hans huvudkaraktärer i pjäserna starka kvinnor.